# Vertikalfahrt

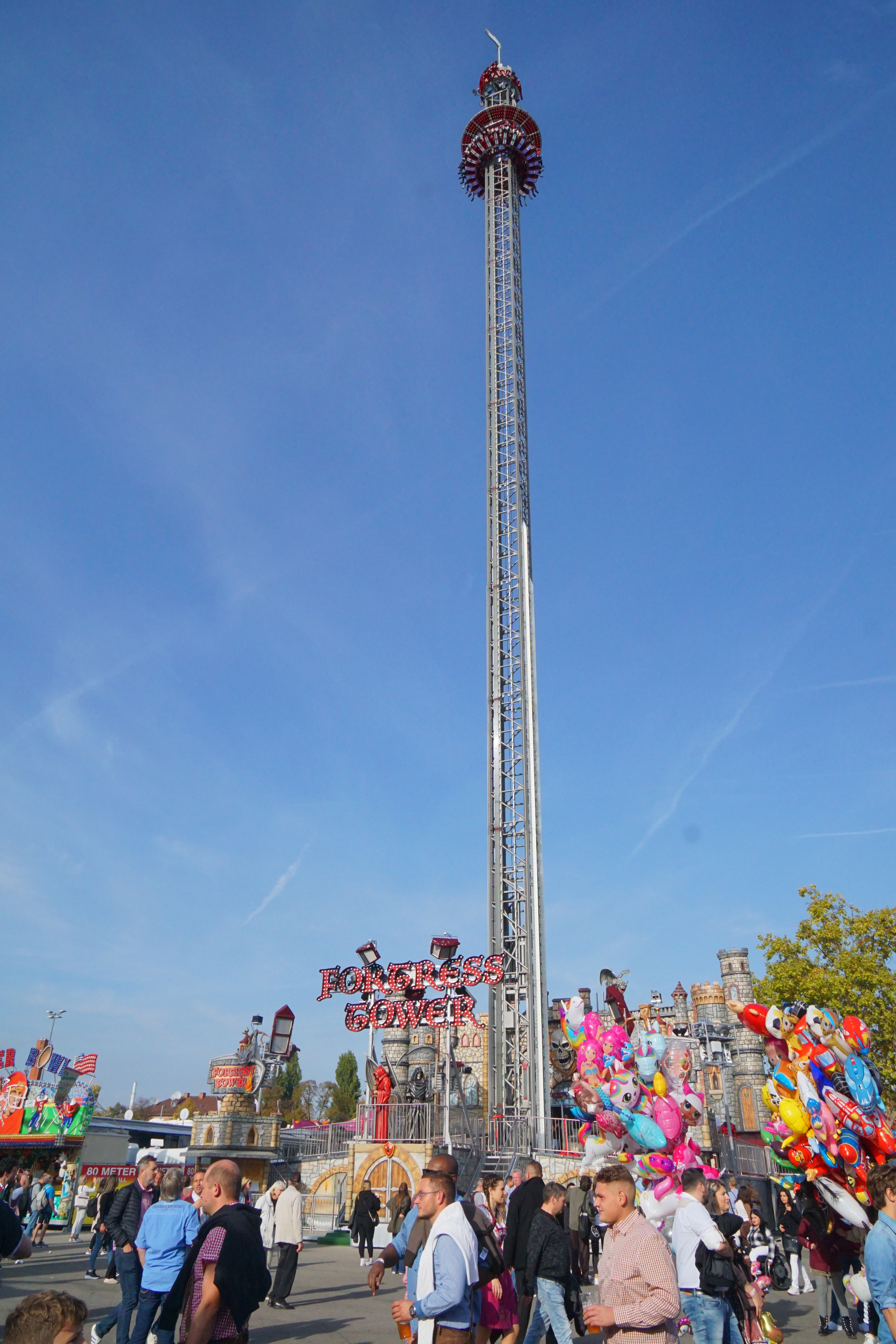
Cannstatter Wasen (2022)

Eine Vertikalfahrt ist ein Fahrgeschäft, bei dem die Fahrgastträger entlang eines Turms mittels Seilzug schnell hinauf und hinunter befördert werden.
Oft werden Vertikalfahrten mit Freifalltürmen verwechselt, allerdings ist das System eher ein sehr schneller Aufzug. Wie bei einem normalen Aufzug besteht über Stahlseile ein ständiger Kontakt zwischen dem Fahrgastträger und dem Turm, es kommt also nie zu einem freien Fall. Ein Fahrprogramm besteht im Regelfall aus mehreren Auf- und Abfahrten. Im allgemeinen Sprachgebrauch hat sich der Begriff Freifallturm bzw. FreeFall-Tower aber auch für Vertikalfahrten durchgesetzt.
Es gibt sowohl stationäre Anlagen in Freizeitparks als auch transportable für Volksfeste.

## Hersteller
Vertikalfahrten oder ähnliche Fahrgeschäfte werden von verschiedenen Herstellern gebaut und tragen unterschiedliche Namen, die in der Regel eher gebraucht werden als der Begriff „Vertikalfahrt“.
- Huss Rides: „Shot’n Drop“ und „Shot’n Drop Maxi“, Beispiel: Screaming Eagle im Bellewaerde Park
- Ride Trade (Intamin): „Bungee Drop“, Beispiel: Mystery Castle im Phantasialand
- Maurer Söhne: „Power Tower“ und „Xtended Power Tower“, Beispiele siehe unten
- S&S – Sansei Technologies: „Space Shot“ und „Turbo Drop“, Beispiel La Venganza del Enigma in Parque Warner Madrid
- Fabbri Group: „Scary Drop“, Beispiel: Adalet Kulesi im Vialand

## Modelle

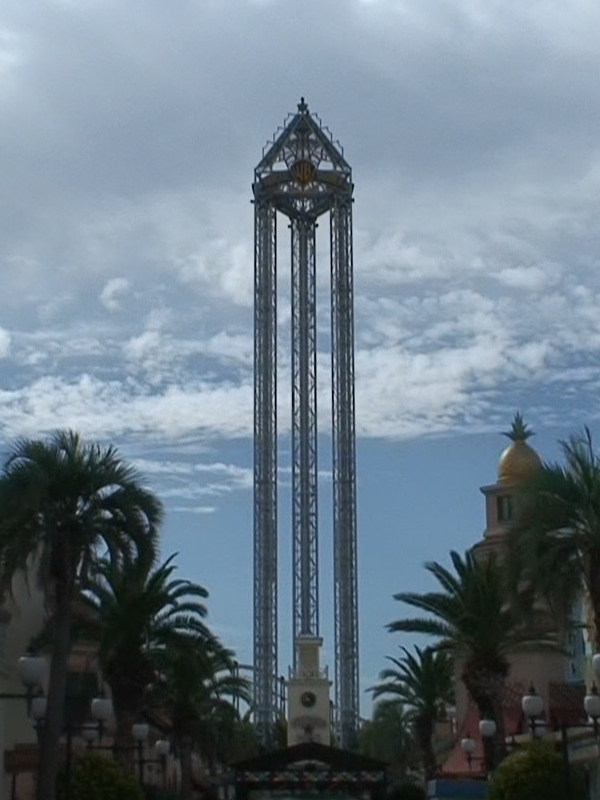
La Venganza del Enigma im Parque Warner Madrid

### Power Tower
Beim „Power Tower“ handelt es sich um eine transportable Vertikalfahrt, welche in seiner ersten Version 1998 vom Hersteller Maurer-Söhne gebaut und vom deutschen Schausteller Schneider betrieben wurde. Die Gesamthöhe des Turms beträgt 66 Meter, die maximale Fahrhöhe 57 Meter. 2001 wurde der Turm an den Hersteller zurückgegeben, um künftig mit dem Nachfolger, dem höheren Power Tower 2, zu reisen.
Der Power Tower benötigte zum Betrieb eine Fläche von 21 × 21 m.
Ein weiteres reisendes Exemplar wurde für die Stuttgarter Schaustellerfirma Kinzler gebaut. Dieses Geschäft wurde 2004 an die Firma Kipp aus Bonn verkauft, welche den Turm nach mehreren technischen Problemen an den Hersteller zurückgegeben hat.

### Power Tower 2
Der „Power Tower 2“ wurde 2001 gebaut und ist mit einer Gesamthöhe von 66 Metern die höchste transportable Vertikalfahrt der Welt. Die Gesamtfahrhöhe liegt bei 59 Metern, die Höchstgeschwindigkeit beträgt 54 km/h abwärts und 23 km/h aufwärts. Der technische Fahrablauf wird komplett computergesteuert, so dass vom Rekommandeur lediglich eines der sechs möglichen Fahrprogramme gestartet werden muss, welches dann automatisch abläuft.
Der Power Tower 2 benötigt für seinen Betrieb eine elektrische Leistung von 1 Megawatt und eine Stellfläche von 22 Metern Frontlänge und 21 Metern Tiefe.
2002 wurde dem Geschäft ein Display hinzugefügt, welches, bestückt mit LEDs, kilometerweit sichtbare Grüße von Fahrgästen, Sportinformationen oder Informationen über den Festplatz anzeigt.
Gebaut wurde der Power Tower 2 ebenfalls von dem deutschen Hersteller Maurer Söhne. Betrieben wird er von der Ewald Schneider & Co. OHG mit Firmensitz in München.

### Shot'n Drop und Shot'n Drop Maxi
Der Shot'n Drop ist die Vertikalfahrtvariante des Bremer Herstellers HUSS Rides. Es gibt sie als Standard- und als Maxi-Variante.

## Auswahl weiterer bekannter Fahrgeschäfte
- Twilight Zone Tower of Terror im Walt Disney Studios Park und anderen Disney Parks
- Vulcano im Freizeitland Geiselwind in Geiselwind
- Mystery Castle im Phantasialand, kein zentraler Turm, die Schlitten fahren innen an den Wänden eines „richtigen“ Turms entlang (Vertikalfahrt)
- Space Shot im Wiener Prater, von S&S (Vertikalfahrt, der Fahrgastträger wird mit 80–95 km/h nach oben „geschossen“ und „fällt“ dann zurück)
- Big Shot auf der Spitze des Stratosphere Towers in Las Vegas
- Monte Zuma Hansapark im Hansapark Sierksdorf, seit Saisonende 2012 geschlossen